# Lindsay Davenportová
Lindsay Davenportová (* 8. června 1976 Kalifornie, Spojené státy) je bývalá americká profesionální tenistka, olympijská vítězka ve dvouhře žen z LOH 1996 v Atlantě a bývalá světová jednička ve dvouhře i ve čtyřhře žen.
V současné době bydlí v Laguna Beach (USA). Davenportová měří 189 cm, váží 79 kg. S aktivní kariérou na okruhu WTA Tour začala v roce 1993, skončila v roce 2006. Za svou třináctiletou kariéru vyhrála 55 titulů ve dvouhře a 37 titulů ve čtyřhře. Za svou kariéru vydělala 22 144 735 dolarů. Čtyřikrát (1998, 2001, 2004, 2005) zakončila sezónu jako světová jednička.

## Finále na Grand Slamu

### Ženská dvouhra: 7 (3–4)
| Stav       | rok  | turnaj          | povrch | soupeřka ve finále | výsledek           |
| ---------- | ---- | --------------- | ------ | ------------------ | ------------------ |
| Vítězka    | 1998 | US Open         | tvrdý  | Martina Hingisová  | 6–3, 7–5           |
| Vítězka    | 1999 | Wimbledon       | tráva  | Steffi Grafová     | 6–4, 7–5           |
| Vítězka    | 2000 | Australian Open | tvrdý  | Martina Hingisová  | 6–1, 7–5           |
| Finalistka | 2000 | Wimbledon       | tráva  | Venus Williamsová  | 3–6, 6–7(3–7)      |
| Finalistka | 2000 | US Open         | tvrdý  | Venus Williamsová  | 4–6, 5–7           |
| Finalistka | 2005 | Australian Open | tvrdý  | Serena Williamsová | 6–2, 3–6, 0–6      |
| Finalistka | 2005 | Wimbledon       | tráva  | Venus Williamsová  | 6–4, 6–7(4–7), 7–9 |

#### Ženská čtyřhra: 13 (3–10)
| Stav       | rok  | turnaj          | povrch | spoluhráčka           | soupeřky ve finále                           | výsledek      |
| ---------- | ---- | --------------- | ------ | --------------------- | -------------------------------------------- | ------------- |
| Finalistka | 1994 | French Open     | antuka | Lisa Raymondová       | Gigi Fernándezová Nataša Zverevová           | 2–6, 2–6      |
| Finalistka | 1996 | Australian Open | tvrdý  | Mary Joe Fernandezová | Chanda Rubinová Arantxa Sánchezová Vicariová | 5–7, 6–2, 4–6 |
| Vítězka    | 1996 | French Open     | antuka | Mary Joe Fernandezová | Gigi Fernándezová Nataša Zverevová           | 6–2, 6–1      |
| Finalistka | 1997 | Australian Open | tvrdý  | Lisa Raymondová       | Martina Hingisová Nataša Zverevová           | 2–6, 2–6      |
| Vítězka    | 1997 | US Open         | tvrdý  | Jana Novotná          | Gigi Fernándezová Nataša Zverevová           | 6–3, 6–4      |
| Finalistka | 1998 | Australian Open | tvrdý  | Nataša Zverevová      | Martina Hingisová Mirjana Lučićová           | 4–6, 6–2, 3–6 |
| Finalistka | 1998 | French Open     | antuka | Nataša Zverevová      | Martina Hingisová Jana Novotná               | 1–6, 6–7(4–7) |
| Finalistka | 1998 | Wimbledon       | tráva  | Nataša Zverevová      | Martina Hingisová Jana Novotná               | 3–6, 6–3, 6–8 |
| Finalistka | 1998 | US Open         | tvrdý  | Nataša Zverevová      | Martina Hingisová Jana Novotná               | 3–6, 3–6      |
| Finalistka | 1999 | Australian Open | tvrdý  | Nataša Zverevová      | Martina Hingisová Anna Kurnikovová           | 5–7, 3–6      |
| Vítězka    | 1999 | Wimbledon       | tráva  | Corina Morariuová     | Mariaan de Swardtová Jelena Tatarkovová      | 6–4, 6–4      |
| Finalistka | 2001 | Australian Open | tvrdý  | Corina Morariuová     | Serena Williamsová Venus Williamsová         | 2–6, 6–4, 4–6 |
| Finalistka | 2005 | Australian Open | tvrdý  | Corina Morariuová     | Světlana Kuzněcovová Alicia Moliková         | 3–6, 4–6      |

## Utkání o olympijské medaile

### Ženská dvouhra: 1 (1 zlato)
| Stav  | rok  | místo konání           | povrch | soupeřka                     | výsledek      |
| ----- | ---- | ---------------------- | ------ | ---------------------------- | ------------- |
| Zlato | 1996 | Atlanta, Spojené státy | tvrdý  | Arantxa Sánchezová Vicariová | 7–6(8–6), 6–2 |

## Finále na Turnaji mistryň
| Stav       | rok  | dějiště                 | povrch      | soupeřka ve finále   | výsledek           |
| ---------- | ---- | ----------------------- | ----------- | -------------------- | ------------------ |
| Finalistka | 1994 | New York, Spojené státy | koberec (h) | Gabriela Sabatiniová | 3–6, 3–6, 4–6      |
| Finalistka | 1998 | New York, Spojené státy | koberec (h) | Martina Hingisová    | 5–7, 4–6, 6–4, 2–6 |
| Vítězka    | 1999 | New York, Spojené státy | koberec (h) | Martina Hingisová    | 6–4, 6–2           |
| Finalistka | 2001 | Mnichov, Německo        | koberec (h) | Serena Williamsová   | bez boje           |

## Finálové účasti na turnajích WTA (154)

### Dvouhra – výhry (55)
| Č.  | Datum              | Turnaj                     | Povrch            | Soupeřka ve finále           | Výsledek        |
| 1.  | 23. květen, 1993   | Luzern, Švýcarsko          | antuka            | Nicole Bradtkeová            | 6–-, 4-6, 6-2   |
| 2.  | 9. leden, 1994     | Brisbane, Austrálie        | tvrdý             | Florencia Labatová           | 6-1, 2-6, 6-3   |
| 3.  | 22. květen, 1994   | Luzern, Švýcarsko          | antuka            | Lisa Raymondová              | 7-63, 6-4       |
| 4.  | 28. květen, 1995   | Štrasburk, Francie         | antuka            | Kimiko Dateová               | 3-6, 6-1, 6-2   |
| 5.  | 26. květen, 1996   | Štrasburk, Francie         | antuka            | Barbara Paulusová            | 6-3, 7-66       |
| 6.  | 4. srpen, 1996     | LOH Atlanta, USA           | tvrdý             | Arantxa Sánchezová Vicariová | 7-66, 6-2       |
| 7.  | 18. srpen, 1996    | Los Angeles, USA           | tvrdý             | Anke Huberová                | 6-2, 6-3        |
| 8.  | 23. únor, 1997     | Oklahoma City, USA         | tvrdý             | Lisa Raymondová              | 6-4, 6-2        |
| 9.  | 16. březen, 1997   | Indian Wells, USA          | tvrdý             | Irina Spîrleaová             | 6-2, 6-1        |
| 10. | 13. duben, 1997    | Amelia Island, USA         | antuka            | Mary Pierceová               | 6-2, 6-3        |
| 11. | 24. srpen, 1997    | Atlanta, USA               | tvrdý             | Sandrine Testudová           | 6-4, 6-1        |
| 12. | 19. říjen, 1997    | Curych, Švýcarsko          | koberec           | Nathalie Tauziatová          | 7-63, 7-5       |
| 13. | 9. listopad, 1997  | Chicago, USA               | koberec           | Nathalie Tauziatová          | 6-0, 7-5        |
| 14. | 8. únor, 1998      | Tokio, Japonsko            | koberec           | Martina Hingisová            | 6-3, 6-3        |
| 15. | 2. srpen, 1998     | Stanford, USA              | tvrdý             | Venus Williamsová            | 6-4, 5-7, 6-4   |
| 16. | 9. srpen, 1998     | San Diego, USA             | tvrdý             | Mary Pierceová               | 6-3, 6-1        |
| 17. | 16. srpen, 1998    | Los Angeles, USA           | tvrdý             | Martina Hingisová            | 4-6, 6-4, 6-3   |
| 18. | 13. září, 1998     | US Open, USA               | tvrdý             | Martina Hingisová            | 6-3, 7-5        |
| 19. | 18. říjen, 1998    | Curych, Švýcarsko          | koberec           | Venus Williamsová            | 7-5, 6-3        |
| 20. | 17. leden, 1999    | Sydney, Austrálie          | tvrdý             | Martina Hingisová            | 6-4, 6-3        |
| 21. | 23. květen, 1999   | Madrid, Španělsko          | antuka            | Paola Suárezová              | 6-1, 6-3        |
| 22. | 4. červenec, 1999  | Wimbledon, V. Británie     | tráva             | Steffi Grafová               | 6-4, 7-5        |
| 23. | 1. srpen, 1999     | Stanford, USA              | tvrdý             | Venus Williamsová            | 7-61, 6-2       |
| 24. | 26. září, 1999     | Tokio, Japonsko            | tvrdý             | Monika Selešová              | 7-5, 7-61       |
| 25. | 14. listopad, 1999 | Philadelphia, USA          | koberec           | Martina Hingisová            | 6-3, 6-4        |
| 26. | 21. listopad, 1999 | New York, USA              | koberec           | Martina Hingisová            | 6-4, 6-2        |
| 27. | 30. leden, 2000    | Australian Open, Austrálie | tvrdý             | Martina Hingisová            | 6-1, 7-5        |
| 28. | 19. březen, 2000   | Indian Wells, USA          | tvrdý             | Martina Hingisová            | 4-6, 6-4, 6-0   |
| 29. | 22. říjen, 2000    | Linz, Rakousko             | koberec           | Venus Williamsová            | 6-4, 3-6, 6-2   |
| 30. | 12. listopad, 2000 | Philadelphia, USA          | koberec           | Martina Hingisová            | 7-67, 6-4       |
| 31. | 4. únor, 2001      | Tokio, Japonsko            | koberec           | Martina Hingisová            | 6-74, 6-4, 6-2  |
| 32. | 4. březen, 2001    | Scottsdale, USA            | tvrdý             | Meghann Shaughnessyová       | 6-2, 6-3        |
| 33. | 23. červen, 2001   | Eastbourne, V. Británie    | tráva             | Magüi Sernaová               | 6-2, 6-0        |
| 34. | 12. srpen, 2001    | Los Angeles, USA           | tvrdý             | Monika Selešová              | 6-3, 7-5        |
| 35. | 14. říjen, 2001    | Filderstadt, Německo       | tvrdý             | Justine Heninová             | 7-5, 6-4        |
| 36. | 21. říjen, 2001    | Curych, Švýcarsko          | tvrdý             | Jelena Dokićová              | 6-3, 6-1        |
| 37. | 28. říjen, 2001    | Linz, Rakousko             | tvrdý             | Jelena Dokićová              | 6-4, 6-1        |
| 38. | 2. únor, 2003      | Tokio, Japonsko            | koberec           | Monika Selešová              | 6-76, 6-1, 6-2  |
| 39. | 8. únor, 2004      | Tokio, Japonsko            | koberec           | Magdalena Malejevová         | 6-4, 6-1        |
| 40. | 11. duben, 2004    | Amelia Island, USA         | antuka            | Amélie Mauresmová            | 6-4, 6-4        |
| 41. | 18. červenec, 2004 | Stanford, USA              | tvrdý             | Venus Williamsová            | 7-64, 5-7, 7-64 |
| 42. | 25. červenec, 2004 | Los Angeles, USA           | tvrdý             | Serena Williamsová           | 6-1, 6-3        |
| 43. | 1. srpen, 2004     | San Diego, USA             | tvrdý             | Anastasija Myskinová         | 6-1, 6-1        |
| 44. | 22. srpen, 2004    | Cincinnati, USA            | tvrdý             | Věra Zvonarevová             | 6-3, 6-2        |
| 45. | 10. říjen, 2004    | Filderstadt, Německo       | tvrdý             | Amélie Mauresmová            | 6-2, skreč      |
| 46. | 5. březen, 2005    | Dubaj, SAE                 | tvrdý             | Jelena Jankovićová           | 6-4, 3-6, 6-4   |
| 47. | 10. duben, 2005    | Amelia Island, USA         | antuka            | Silvia Farinaová Eliová      | 7-5, 7-5        |
| 48. | 27. srpen, 2005    | New Haven, USA             | tvrdý             | Amélie Mauresmová            | 6-4, 6-4        |
| 49. | 18. září, 2005     | Bali, Indonésie            | tvrdý             | Francesca Schiavoneová       | 6-2, 6-4        |
| 50. | 9. říjen, 2005     | Filderstadt, Německo       | tvrdý             | Amélie Mauresmová            | 6-2, 6-4        |
| 51. | Curych, Švýcarsko  | tvrdý                      | Patty Schnyderová | 7-65, 6-3                    |                 |
| 52. | 16. září, 2007     | Bali, Indonésie            | tvrdý             | Daniela Hantuchová           | 6-4, 3-6, 6-2   |
| 53. | 4. listopad, 2007  | Quebec, Kanada             | tvrdý             | Julia Vakulenková            | 6-4, 6-1        |
| 54. | 5. leden, 2008     | Auckland, Nový Zéland      | tvrdý             | Aravane Rezaïová             | 6-2, 6-2        |
| 55. | 1. březen, 2008    | Memphis, USA               | tvrdý             | Olga Govorcovová             | 6-2, 6-1        |

### Dvouhra – prohry (38)
| Č.  | Datum              | Turnaj                         | Povrch  | Soupeřka ve finále   | Výsledek           |
| 1.  | 20. listopad, 1994 | New York, USA                  | koberec | Gabriela Sabatiniová | 6-3, 6-2, 6-4      |
| 2.  | 15. leden, 1995    | Sydney, Austrálie              | tvrdý   | Gabriela Sabatiniová | 6-3, 6-4           |
| 3.  | 5. únor, 1995      | Tokio, Japonsko                | koberec | Kimiko Dateová       | 6-1, 6-2           |
| 4.  | 14. leden, 1996    | Sydney, Austrálie              | tvrdý   | Monika Selešová      | 4-6, 7-67, 6-3     |
| 5.  | 10. srpen, 1997    | Los Angeles, USA               | tvrdý   | Monika Selešová      | 5-7, 7-5, 6-4      |
| 6.  | 16. listopad, 1997 | Philadelphia, USA              | koberec | Martina Hingisová    | 7-5, 6-77, 7-64    |
| 7.  | 15. březen, 1998   | Indian Wells, USA              | tvrdý   | Martina Hingisová    | 6-3, 6-4           |
| 8.  | 11. říjen, 1998    | Filderstadt, Německo           | tvrdý   | Sandrine Testudová   | 7-5, 6-3           |
| 9.  | 15. listopad, 1998 | Philadelphia, USA              | koberec | Steffi Grafová       | 4-6, 6-3, 6-4      |
| 10. | 22. listopad, 1998 | New York, USA                  | koberec | Martina Hingisová    | 7-5, 6-4, 4-6, 6-2 |
| 11. | 29. srpen, 1999    | New Haven, USA                 | tvrdý   | Venus Williamsová    | 6-2, 7-5           |
| 12. | 16. leden, 2000    | Sydney, Austrálie              | tvrdý   | Amélie Mauresmová    | 7-62, 6-4          |
| 13. | 2. duben, 2000     | Miami, USA                     | tvrdý   | Martina Hingisová    | 6-3, 6-2           |
| 14. | 9. červenec, 2000  | Wimbledon (tenis), V. Británie | tráva   | Venus Williamsová    | 6-3, 7-63          |
| 15. | 30. červenec, 2000 | Stanford, USA                  | tvrdý   | Venus Williamsová    | 6-1, 6-4           |
| 16. | 13. srpen, 2000    | Los Angeles, USA               | tvrdý   | Serena Williamsová   | 4-6, 6-4, 7-61     |
| 17. | 10. září, 2000     | US Open, USA                   | tvrdý   | Venus Williamsová    | 6-4, 7-5           |
| 18. | 15. říjen, 2000    | Curych, Švýcarsko              | tvrdý   | Martina Hingisová    | 6-4, 4-6, 7-5      |
| 19. | 14. leden, 2001    | Sydney, Austrálie              | tvrdý   | Martina Hingisová    | 6-3, 4-6, 7-5      |
| 20. | 29. červenec, 2001 | Stanford, USA                  | tvrdý   | Kim Clijstersová     | 6-4, 6-75, 6-1     |
| 21. | 25. srpen, 2001    | New Haven, USA                 | tvrdý   | Venus Williamsová    | 7-66, 6-4          |
| 22. | 4. listopad, 2001  | Mnichov, Německo               | tvrdý   | Serena Williamsová   | bez boje           |
| 23. | 11. srpen, 2002    | Los Angeles, USA               | tvrdý   | Chanda Rubinová      | 5-7, 7-65, 6-3     |
| 24. | 24. srpen, 2002    | New Haven, USA                 | tvrdý   | Venus Williamsová    | 7-5, 6-0           |
| 25. | 6. říjen, 2002     | Moskva, Rusko                  | koberec | Martina Hingisová    | 5-7, 6-3, 7-64     |
| 26. | 20. říjen, 2002    | Curych, Švýcarsko              | tvrdý   | Patty Schnyderová    | 6-75, 7-68, 6-3    |
| 27. | 12. leden, 2003    | Sydney, Austrálie              | tvrdý   | Kim Clijstersová     | 6-4, 6-3           |
| 28. | 15. březen, 2003   | Indian Wells, USA              | tvrdý   | Kim Clijstersová     | 6-4, 7-5           |
| 29. | 20. duben, 2003    | Amelia Island, USA             | antuka  | Jelena Dementěvová   | 4-6, 7-5, 6-3      |
| 30. | 10. srpen, 2003    | Los Angeles, USA               | tvrdý   | Kim Clijstersová     | 6-1, 3-6, 6-1      |
| 31. | 23. srpen, 2003    | New Haven, USA                 | tvrdý   | Jennifer Capriatiová | 6-2, 4-0, skreč    |
| 32. | 21. březen, 2004   | Indian Wells, USA              | tvrdý   | Justine Heninová     | 6-1, 6-4           |
| 33. | 22. květen, 2004   | Štrasburk, Francie             | antuka  | Claudine Schaulová   | 2-6, 6-0, 6-3      |
| 34. | 29. leden, 2005    | Australian Open, Austrálie     | tvrdý   | Serena Williamsová   | 2-6, 6-3, 6-0      |
| 35. | 6. únor, 2005      | Tokio, Japonsko                | koberec | Maria Šarapovová     | 6-1, 3-6, 7-65     |
| 36. | 19. březen, 2005   | Indian Wells, USA              | tvrdý   | Kim Clijstersová     | 6-4, 4-6, 6-2      |
| 37. | 3. červenec, 2005  | Wimbledon, V. Británie         | tráva   | Venus Williamsová    | 4-6, 7-64, 9-7     |
| 38. | 26. srpen, 2006    | New Haven, USA                 | tvrdý   | Justine Heninová     | 6-0, 1-0, skreč    |

### Čtyřhra – výhry (37)
| Č.  | Datum              | Turnaj                  | Povrch  | Partnerka             | Soupeřky ve finále                             | Výsledek       |
| 1.  | 27. únor, 1994     | Indian Wells, USA       | tvrdý   | Lisa Raymondová       | Manon Bollegrafová Helena Suková               | 6-2, 6-4       |
| 2.  | 6. listopad, 1994  | Oakland, USA            | koberec | Arantxa Sánchezová    | Gigi Fernándezová Martina Navrátilová          | 7-5, 6-4       |
| 3.  | 15. leden, 1995    | Sydney, Austrálie       | tvrdý   | Jana Novotná          | Patty Fendicková Mary Joe Fernándezová         | 7-5, 2-6, 6-4  |
| 4.  | 5. březen, 1995    | Indian Wells, USA       | tvrdý   | Lisa Raymondová       | Arantxa Sánchezová Vicariová Larisa Neilandová | 2-6, 6-4, 6-3  |
| 5.  | 28. květen, 1995   | Štrasburk, Francie      | antuka  | Mary Joe Fernándezová | Sabine Appelmansová Miriam Oremansová          | 6-2, 6-3       |
| 6.  | 24. září, 1995     | Tokio, Japonsko         | tvrdý   | Mary Joe Fernándezová | Amanda Coetzerová Linda Wildová                | 6-3, 6-2       |
| 7.  | 14. leden, 1996    | Sydney, Austrálie       | tvrdý   | Mary Joe Fernándezová | Lori McNeilová Helena Suková                   | 6-3, 6-3       |
| 8.  | 9. červen, 1996    | French Open, Francie    | antuka  | Mary Joe Fernándezová | Gigi Fernándezová Nataša Zverevová             | 6-2, 6-1       |
| 9.  | 18. srpen, 1996    | Los Angeles, USA        | tvrdý   | Nataša Zverevová      | Amy Frazierová Kimberly Poová                  | 6-1, 6-4       |
| 10. | 10. listopad, 1996 | Oakland, USA            | tvrdý   | Mary Joe Fernándezová | Irina Spîrleaová Nathalie Tauziatová           | 6-1, 6-3       |
| 11. | 24. listopad, 1996 | New York, USA           | koberec | Mary Joe Fernándezová | Jana Novotná Arantxa Sánchezová Vicariová      | 6-3, 6-2       |
| 12. | 2. únor, 1997      | Tokio, Japonsko         | koberec | Nataša Zverevová      | Gigi Fernándezová Martina Hingisová            | 6-4, 6-3       |
| 13. | 16. březen, 1997   | Indian Wells, USA       | tvrdý   | Nataša Zverevová      | Lisa Raymondová Nathalie Tauziatová            | 6-3, 6-2       |
| 14. | 13. duben, 1997    | Amelia Island, USA      | antuka  | Jana Novotná          | Nicole Arendtová Manon Bollegrafová            | 6-3, 6-0       |
| 15. | 18. květen, 1997   | Berlín, Německo         | antuka  | Jana Novotná          | Gigi Fernándezová Nataša Zverevová             | 6-2, 3-6, 6-2  |
| 16. | 27. červenec, 1997 | Stanford, USA           | tvrdý   | Martina Hingisová     | Conchita Martínezová Patricia Tarabiniová      | 6-1, 6-3       |
| 17. | 7. září, 1997      | US Open, USA            | tvrdý   | Jana Novotná          | Gigi Fernándezová Nataša Zverevová             | 6-3, 6-4       |
| 18. | 23. listopad, 1997 | New York, USA           | koberec | Jana Novotná          | Alexandra Fusaiová Nathalie Tauziatová         | 6-75, 6-3, 6-2 |
| 19. | 15. březen, 1998   | Indian Wells, USA       | tvrdý   | Nataša Zverevová      | Alexandra Fusaiová Nathalie Tauziatová         | 6-4, 2-6, 6-4  |
| 20. | 17. květen, 1998   | Berlín, Německo         | antuka  | Nataša Zverevová      | Alexandra Fusaiová Nathalie Tauziatová         | 6-3, 6-0       |
| 21. | 2. srpen, 1998     | Stanford, USA           | tvrdý   | Nataša Zverevová      | Larisa Neilandová Jelena Tatarkovová           | 6-4, 6-4       |
| 22. | 9. srpen, 1998     | San Diego, USA          | tvrdý   | Nataša Zverevová      | Alexandra Fusaiová Nathalie Tauziatová         | 6-2, 6-1       |
| 23. | 11. říjen, 1998    | Filderstadt, Německo    | tvrdý   | Nataša Zverevová      | Anna Kurnikovová Arantxa Sánchezová Vicariová  | 6-4, 6-2       |
| 24. | 22. listopad, 1998 | New York, USA           | koberec | Jana Novotná          | Alexandra Fusaiová Nathalie Tauziatová         | 6-76, 7-5, 6-3 |
| 25. | 7. únor, 1999      | Tokio, Japonsko         | koberec | Nataša Zverevová      | Jana Novotná Martina Hingisová                 | 6-2, 6-3       |
| 26. | 4. červenec, 1999  | Wimbledon, V. Británie  | tráva   | Corina Morariuová     | Mariaan de Swardtová Jelena Tatarkovová        | 6-4, 6-4       |
| 27. | 1. srpen, 1999     | Stanford, USA           | tvrdý   | Corina Morariuová     | Anna Kurnikovová Jelena Tatarkovová            | 6-4, 6-4       |
| 28. | 8. srpen, 1999     | San Diego, USA          | tvrdý   | Corina Morariuová     | Venus Williamsová Serena Williamsová           | 6-4, 6-1       |
| 29. | 19. březen, 2000   | Indian Wells, USA       | tvrdý   | Corina Morariuová     | Anna Kurnikovová Nataša Zverevová              | 6-2, 6-3       |
| 30. | 14. říjen, 2001    | Filderstadt, Německo    | tvrdý   | Lisa Raymondová       | Justine Heninová Meghann Shaughnessyová        | 6-4, 6-74, 7-5 |
| 31. | 21. říjen, 2001    | Curych, Švýcarsko       | tvrdý   | Lisa Raymondová       | Sandrine Testudová Roberta Vinciová            | 6-3, 2-6, 6-2  |
| 32. | 13. říjen, 2002    | Filderstadt, Německo    | tvrdý   | Lisa Raymondová       | Paola Suárezová Meghann Shaughnessyová         | 6-2, 6-4       |
| 33. | 15. březen, 2003   | Indian Wells, USA       | tvrdý   | Lisa Raymondová       | Kim Clijstersová Ai Sugijamaová                | 3-6, 6-4, 6-1  |
| 34. | 20. duben, 2003    | Amelia Island, USA      | antuka  | Lisa Raymondová       | Virginia Ruanová Pascualová Paola Suárezová    | 7-5, 6-2       |
| 35. | 21. červen, 2003   | Eastbourne, V. Británie | tráva   | Lisa Raymondová       | Jennifer Capriatiová Magüi Sernaová            | 6-3, 6-2       |
| 36. | 17. září, 2006     | Bali, Indonésie         | tvrdý   | Corina Morariuová     | Natalie Grandinová Trudi Musgraveová           | 6-3, 6-4       |
| 37. | 1. březen, 2008    | Memphis, USA            | tvrdý   | Lisa Raymondová       | Angela Haynesová Mashona Washingtonová         | 6-3, 6-1       |

### Čtyřhra – prohry (23)
| Č.  | Datum              | Turnaj                     | Povrch  | Partnerka             | Soupeřky ve finále                             | Výsledek        |
| 1.  | 23. květen, 1993   | Luzern, Švýcarsko          | antuka  | Marianne Witmeyerová  | Mary Joe Fernándezová Helena Suková            | 6-2, 6-4        |
| 2.  | 5. červen, 1994    | French Open, Francie       | antuka  | Lisa Raymondová       | Gigi Fernándezová Nataša Zverevová             | 6-2, 6-2        |
| 3.  | 5. únor, 1995      | Tokio, Japonsko            | koberec | Rennae Stubbsová      | Gigi Fernándezová Nataša Zverevová             | 6-0, 6-3        |
| 4.  | 28. leden, 1996    | Australian Open, Austrálie | tvrdý   | Mary Joe Fernándezová | Arantxa Sánchezová Vicariová Chanda Rubinová   | 7-5, 2-6, 6-4   |
| 5.  | 12. leden, 1997    | Sydney, Austrálie          | tvrdý   | Nataša Zverevová      | Arantxa Sánchezová Vicariová Gigi Fernándezová | 6-3, 6-1        |
| 6.  | 26. leden, 1997    | Australian Open, Austrálie | tvrdý   | Lisa Raymondová       | Martina Hingisová Nataša Zverevová             | 6-2, 6-2        |
| 7.  | 6. duben, 1997     | Hilton Head, Austrálie     | antuka  | Jana Novotná          | Mary Joe Fernándezová Martina Hingisová        | 7-5, 4-6, 6-1   |
| 8.  | 12. říjen, 1997    | Filderstadt, Německo       | tvrdý   | Jana Novotná          | Martina Hingisová Arantxa Sánchezová Vicariová | 7-64, 3-6, 7-63 |
| 9.  | 9. listopad, 1997  | Chicago, USA               | koberec | Monika Selešová       | Alexandra Fusaiová Nathalie Tauziatová         | 6-3, 6-2        |
| 10. | 16. listopad, 1997 | Philadelphia, USA          | koberec | Jana Novotná          | Lisa Raymondová Rennae Stubbsová               | 6-3, 7-5        |
| 11. | 1. únor, 1998      | Australian Open, Austrálie | tvrdý   | Nataša Zverevová      | Martina Hingisová Mirjana Lučićová             | 6-4, 2-6, 6-3   |
| 12. | 8. únor, 1998      | Tokio, Japonsko            | koberec | Nataša Zverevová      | Martina Hingisová Mirjana Lučićová             | 7-5, 6-4        |
| 13. | 7. červen, 1998    | French Open, Francie       | antuka  | Nataša Zverevová      | Martina Hingisová Jana Novotná                 | 6-1, 7-64       |
| 14. | 5. červenec, 1998  | Wimbledon, V. Británie     | tráva   | Nataša Zverevová      | Martina Hingisová Jana Novotná                 | 6-3, 3-6, 8-6   |
| 15. | 13. září, 1998     | US Open, USA               | tvrdý   | Nataša Zverevová      | Martina Hingisová Jana Novotná                 | 6-3, 6-3        |
| 16. | 31. leden, 1999    | Australian Open, Austrálie | tvrdý   | Nataša Zverevová      | Martina Hingisová Anna Kurnikovová             | 7-5, 6-3        |
| 17. | 6. srpen, 2000     | San Diego, USA             | tvrdý   | Anna Kurnikovová      | Lisa Raymondová Rennae Stubbsová               | 4-6, 6-3, 7-66  |
| 18. | 28. leden, 2001    | Australian Open, Austrálie | tvrdý   | Corina Morariuová     | Serena Williamsová Venus Williamsová           | 6-2, 4-6, 6-4   |
| 19. | 2. únor, 2003      | Tokio, Japonsko            | koberec | Lisa Raymondová       | Jelena Bovinová Rennae Stubbsová               | 6-3, 6-4        |
| 20. | 2. březen, 2003    | Scottsdale, USA            | tvrdý   | Lisa Raymondová       | Kim Clijstersová Ai Sugijamaová                | 6-1, 6-4        |
| 21. | 3. srpen, 2003     | San Diego, USA             | tvrdý   | Lisa Raymondová       | Kim Clijstersová Ai Sugijamaová                | 6-4, 7-5        |
| 22. | 29. leden, 2005    | Australian Open, Austrálie | tvrdý   | Corina Morariuová     | Světlana Kuzněcovová Alicia Moliková           | 6-3, 6-4        |
| 23. | 6. únor, 2005      | Tokio, Japonsko            | koberec | Corina Morariuová     | Janette Husárová Jelena Lichovcevová           | 6-4, 6-3        |

## Pohár Federace
Lindsay Davenportová se zúčastnila 20 zápasů týmového Poháru federace za tým USA s bilancí 26-3 ve dvouhře a 7-0 ve čtyřhře.

## Osobní život
Je vdaná a v červnu roku 2007 se jí narodil syn.